# Delphyre aclytioides
Delphyre aclytioides är en fjärilsart som beskrevs av George Francis Hampson 1901. Delphyre aclytioides ingår i släktet Delphyre och familjen björnspinnare. Inga underarter finns listade i Catalogue of Life.